# دن گیبل
دن گیبل (انگلیسی: Dan Gable؛ زادهٔ ۲۵ اکتبر ۱۹۴۸) کشتی‌گیر اهل ایالات متحده آمریکا بود.
وی در مسابقات کشوری و بین‌المللی در مجموع برندهٔ ۲ مدال طلا شده‌است.